# سارکونی
سارکونی (به ایتالیایی: Sarconi) یک کومونه در ایتالیا است که در استان پوتنزا واقع شده‌است.

## خصوصیات
سارکونی ۳۰ کیلومترمربع مساحت و ۱٬۳۹۲ نفر جمعیت دارد و ۶۳۶ متر بالاتر از سطح دریا واقع شده‌است.